# Diego Barnabé
Diego Barnabé, (Montevideo, 5 de diciembre de 1965) es un periodista, locutor y gestor cultura uruguayo.
Es el creador de La Canoa en radio, codirector de Música de la Tierra y de Dúo Ideas Culturales. Presidente de CEACU (Cámara de Empresas y Agentes Culturales del Uruguay). 
Trabajó por 16 años en el noticiero Telemundo en Canal 12. 
Barnabé fue galardonado con el Premio Legión del Libro otorgado por la Cámara Uruguaya del Libro.

## Televisión
- Telemundo